# 22e Critics' Choice Awards
De uitreiking van de 22e Critics' Choice Awards vond plaats op 11 december 2016 in de Barker Hangar, een voormalige vliegtuighangar op het vliegveld van Santa Monica in Californië. Er werden prijzen uitgereikt in verschillende categorieën voor films en series uit het jaar 2016 in een ceremonie die voor de tweede keer werd gepresenteerd door T.J. Miller. Het was de eerste maal in de geschiedenis van de filmprijzen dat de ceremonie doorging in december in plaats van januari. De genomineerden voor televisie werden op 14 november bekendgemaakt, op 1 december volgden de nominaties voor film.

## Film - winnaars en genomineerden
De winnaars staan bovenaan in vet lettertype.

### Beste film
- La La Land
  - Arrival
  - Fences
  - Hacksaw Ridge
  - Hell or High Water
  - Lion
  - Loving
  - Manchester by the Sea
  - Moonlight
  - Sully

### Beste acteur
- Casey Affleck - Manchester by the Sea
  - Joel Edgerton - Loving
  - Andrew Garfield - Hacksaw Ridge
  - Ryan Gosling - La La Land
  - Tom Hanks - Sully
  - Denzel Washington - Fences

### Beste actrice
- Natalie Portman - Jackie
  - Amy Adams - Arrival
  - Annette Bening - 20th Century Women
  - Isabelle Huppert - Elle
  - Ruth Negga - Loving
  - Emma Stone - La La Land

### Beste mannelijke bijrol
- Mahershala Ali - Moonlight
  - Jeff Bridges - Hell or High Water
  - Ben Foster - Hell or High Water
  - Lucas Hedges - Manchester by the Sea
  - Dev Patel - Lion
  - Michael Shannon - Nocturnal Animals

### Beste vrouwelijke bijrol
- Viola Davis - Fences
  - Greta Gerwig - 20th Century Women
  - Naomie Harris - Moonlight
  - Nicole Kidman - Lion
  - Janelle Monáe - Hidden Figures
  - Michelle Williams - Manchester by the Sea

### Beste jonge acteur / actrice
- Lucas Hedges - Manchester by the Sea
  - Alex Hibbert - Moonlight
  - Lewis MacDougall - A Monster Calls
  - Madina Nalwanga - Queen of Katwe
  - Sunny Pawar - Lion
  - Hailee Steinfeld - The Edge of Seventeen

### Beste acteerensemble
- Moonlight
  - 20th Century Women
  - Fences
  - Hell or High Water
  - Hidden Figures
  - Manchester by the Sea

### Beste regisseur
- Damien Chazelle - La La Land
  - Mel Gibson - Hacksaw Ridge
  - Barry Jenkins - Moonlight
  - Kenneth Lonergan - Manchester by the Sea
  - David Mackenzie - Hell or High Water
  - Denis Villeneuve - Arrival
  - Denzel Washington - Fences

### Beste originele scenario
- Damien Chazelle - La La Land
- Kenneth Lonergan - Manchester by the Sea
  - Barry Jenkins - Moonlight
  - Yorgos Lanthimos en Efthimis Filippou - The Lobster
  - Jeff Nichols - Loving
  - Taylor Sheridan - Hell or High Water

### Beste bewerkte scenario
- Eric Heisserer - Arrival
  - Luke Davies - Lion
  - Tom Ford - Nocturnal Animals
  - Todd Komarnicki - Sully
  - Allison Schroeder en Theodore Melfi - Hidden Figures
  - August Wilson - Fences

### Beste camerawerk
- Linus Sandgren - La La Land
  - Stéphane Fontaine - Jackie
  - James Laxton - Moonlight
  - Seamus McGarvey - Nocturnal Animals
  - Bradford Young - Arrival

### Beste productieontwerp
- David Wasco en Sandy Reynolds-Wasco - La La Land
  - Stuart Craig, James Hambidge en Anna Pinnock - Fantastic Beasts and Where to Find Them
  - Jess Gonchor en Nancy Haigh - Live by Night
  - Patrice Vermette en Paul Hotte - Arrival
  - Jean Rabasse en Véronique Melery - Jackie

### Beste montage
- Tom Cross - La La Land
  - John Gilbert - Hacksaw Ridge
  - Blu Murray - Sully
  - Nat Sanders en Joi McMillon - Moonlight
  - Joe Walker - Arrival

### Beste kostuumontwerp
- Madeline Fontaine - Jackie
  - Colleen Atwood - Fantastic Beasts and Where to Find Them
  - Consolata Boyle - Florence Foster Jenkins
  - Joanna Johnston - Allied
  - Eimer Ní Mhaoldomhnaigh - Love & Friendship
  - Mary Zophres - La La Land

### Beste grime en haarstijl
- Jackie
  - Doctor Strange
  - Fantastic Beasts and Where to Find Them
  - Hacksaw Ridge
  - Star Trek: Beyond

### Beste visuele effecten
- The Jungle Book
  - Arrival
  - Doctor Strange
  - Fantastic Beasts and Where to Find Them
  - A Monster Calls

### Beste animatiefilm
- Zootopia
  - Finding Dory
  - Kubo and the Two Strings
  - Moana
  - The Red Turtle
  - Trolls

### Beste actiefilm
- Hacksaw Ridge
  - Captain America: Civil War
  - Deadpool
  - Doctor Strange
  - Jason Bourne

### Beste acteur in een actiefilm
- Andrew Garfield - Hacksaw Ridge
  - Benedict Cumberbatch - Doctor Strange
  - Matt Damon - Jason Bourne
  - Chris Evans - Captain America: Civil War
  - Ryan Reynolds - Deadpool

### Beste actrice in een actiefilm
- Margot Robbie - Suicide Squad
  - Gal Gadot - Batman v Superman: Dawn of Justice
  - Scarlett Johansson - Captain America: Civil War
  - Tilda Swinton - Doctor Strange

### Beste komedie
- Deadpool
  - Central Intelligence
  - Don't Think Twice
  - The Edge of Seventeen
  - Hail, Caesar!
  - The Nice Guys

### Beste acteur in een komedie
- Ryan Reynolds - Deadpool
  - Ryan Gosling - The Nice Guys
  - Hugh Grant - Florence Foster Jenkins
  - Dwayne Johnson - Central Intelligence
  - Viggo Mortensen - Captain Fantastic

### Beste actrice in een komedie
- Meryl Streep - Florence Foster Jenkins
  - Kate Beckinsale - Love & Friendship
  - Sally Field - Hello, My Name Is Doris
  - Kate McKinnon - Ghostbusters
  - Hailee Steinfeld - The Edge of Seventeen

### Beste sciencefiction / horrorfilm
- Arrival
  - 10 Cloverfield Lane
  - Doctor Strange
  - Don't Breathe
  - Star Trek: Beyond
  - The Witch

### Beste niet-Engelstalige film
- Elle
  - The Handmaiden
  - Julieta
  - Neruda
  - The Salesman
  - Toni Erdmann

### Beste filmsong
- "City of Stars" - La La Land
  - "Audition (The Fools Who Dream)" - La La Land
  - "Can't Stop the Feeling!" - Trolls
  - "Drive It Like You Stole It" - Sing Street
  - "How Far I'll Go" - Moana
  - "The Rules Don't Apply" - Rules Don't Apply

### Beste filmmuziek
- Justin Hurwitz - La La Land
  - Nicholas Britell - Moonlight
  - Jóhann Jóhannsson - Arrival
  - Micachu - Jackie
  - Dustin O'Halloran en Hauschka - Lion

### Films met meerdere nominaties
De volgende films ontvingen meerdere nominaties:
| Nominaties | Film                                    | Awards |
| ---------- | --------------------------------------- | ------ |
| 12         | La La Land                              | 8      |
| 10         | Arrival                                 | 2      |
| 10         | Moonlight                               | 2      |
| 8          | Manchester by the Sea                   | 3      |
| 7          | Hacksaw Ridge                           | 2      |
| 6          | Doctor Strange                          |        |
| 6          | Fences                                  | 1      |
| 6          | Hell or High Water                      |        |
| 6          | Jackie                                  | 3      |
| 6          | Lion                                    |        |
| 4          | Fantastic Beasts and Where to Find Them |        |
| 4          | Deadpool                                | 2      |
| 4          | Loving                                  |        |
| 4          | Sully                                   |        |
| 3          | 20th Century Women                      |        |
| 3          | Captain America: Civil War              |        |
| 3          | The Edge of Seventeen                   |        |
| 3          | Florence Foster Jenkins                 |        |
| 3          | Hidden Figures                          |        |
| 3          | Nocturnal Animals                       |        |
| 3          | Central Intelligence                    |        |
| 3          | Elle                                    | 1      |
| 3          | Jason Bourne                            |        |
| 3          | Love & Friendship                       |        |
| 3          | Moana                                   |        |
| 3          | A Monster Calls                         |        |
| 3          | The Nice Guys                           |        |
| 3          | Star Trek: Beyond                       |        |
| 3          | Trolls                                  |        |

## Televisie - winnaars en genomineerden
De winnaars staan bovenaan in vet lettertype.

### Beste dramaserie
- Game of Thrones
  - Better Call Saul
  - Mr. Robot
  - Stranger Things
  - The Crown
  - This Is Us
  - Westworld

### Beste acteur in een dramaserie
- Bob Odenkirk - Better Call Saul
  - Sam Heughan - Outlander
  - Rami Malek - Mr. Robot
  - Matthew Rhys - The Americans
  - Liev Schreiber - Ray Donovan
  - Kevin Spacey - House of Cards

### Beste actrice in een dramaserie
- Evan Rachel Wood - Westworld
  - Caitriona Balfe - Outlander
  - Viola Davis - How to Get Away with Murder
  - Tatiana Maslany - Orphan Black
  - Keri Russell - The Americans
  - Robin Wright - House of Cards

### Beste mannelijke bijrol in een dramaserie
- John Lithgow - The Crown
  - Peter Dinklage - Game of Thrones
  - Kit Harington - Game of Thrones
  - Michael McKean - Better Call Saul
  - Christian Slater - Mr. Robot
  - Jon Voight - Ray Donovan

### Beste vrouwelijke bijrol in een dramaserie
- Thandie Newton - Westworld
  - Christine Baranski - The Good Wife
  - Emilia Clarke - Game of Thrones
  - Lena Headey - Game of Thrones
  - Maura Tierney - The Affair
  - Constance Zimmer - UnREAL

### Beste gastrol in een dramaserie
- Jeffrey Dean Morgan - The Walking Dead
  - Mahershala Ali - House of Cards
  - Lisa Bonet - Ray Donovan
  - Ellen Burstyn - House of Cards
  - Michael J. Fox - The Good Wife
  - Jared Harris - The Crown

### Beste komedieserie
- Silicon Valley
  - Atlanta
  - Black-ish
  - Fleabag
  - Modern Family
  - Unbreakable Kimmy Schmidt
  - Veep

### Beste acteur in een komedieserie
- Donald Glover - Atlanta
  - Anthony Anderson - Black-ish
  - Will Forte - The Last Man on Earth
  - Bill Hader - Documentary Now!
  - Patrick Stewart - Blunt Talk
  - Jeffrey Tambor - Transparent

### Beste actrice in een komedieserie
- Kate McKinnon - Saturday Night Live
  - Ellie Kemper - Unbreakable Kimmy Schmidt
  - Julia Louis-Dreyfus - Veep
  - Tracee Ellis Ross - Black-ish
  - Phoebe Waller-Bridge - Fleabag
  - Constance Wu - Fresh Off the Boat

### Beste mannelijke bijrol in een komedieserie
- Louie Anderson - Baskets
  - Andre Braugher - Brooklyn Nine-Nine
  - Tituss Burgess - Unbreakable Kimmy Schmidt
  - Ty Burrell - Modern Family
  - Tony Hale - Veep
  - T.J. Miller - Silicon Valley

### Beste vrouwelijke bijrol in een komedieserie
- Jane Krakowski - Unbreakable Kimmy Schmidt
  - Julie Bowen - Modern Family
  - Anna Chlumsky - Veep
  - Allison Janney - Mom
  - Judith Light - Transparent
  - Allison Williams - Girls

### Beste gastrol in een komedieserie
- Alec Baldwin - Saturday Night Live
  - Christine Baranski - The Big Bang Theory
  - Larry David - Saturday Night Live
  - Lisa Kudrow - Unbreakable Kimmy Schmidt
  - Liam Neeson - Inside Amy Schumer

### Beste miniserie of televisiefilm
- The People v. O.J. Simpson
  - All the Way
  - Confirmation
  - Killing Reagan
  - Roots
  - The Night Manager

### Beste acteur in een miniserie of televisiefilm
- Courtney B. Vance - The People v. O.J. Simpson
  - Bryan Cranston - All the Way
  - Benedict Cumberbatch - Sherlock: The Abominable Bride
  - Cuba Gooding jr. - The People v. O.J. Simpson
  - Tom Hiddleston - The Night Manager
  - Tim Matheson - Killing Reagan

### Beste actrice in een miniserie of televisiefilm
- Sarah Paulson - The People v. O.J. Simpson
  - Olivia Colman - The Night Manager
  - Felicity Huffman - American Crime
  - Cynthia Nixon - Killing Reagan
  - Lili Taylor - American Crime
  - Kerry Washington - Confirmation

### Beste mannelijke bijrol in een miniserie of televisiefilm
- Sterling K. Brown - The People v. O.J. Simpson
  - Lane Garrison - Roots
  - Frank Langella - All the Way
  - Hugh Laurie - The Night Manager
  - John Travolta - The People v. O.J. Simpson
  - Forest Whitaker - Roots

### Beste vrouwelijke bijrol in een miniserie of televisiefilm
- Regina King - American Crime
  - Elizabeth Debicki - The Night Manager
  - Sarah Lancashire - The Dresser
  - Melissa Leo - All the Way
  - Anna Paquin - Roots
  - Emily Watson - The Dresser

### Beste animatieserie
- BoJack Horseman
  - Archer
  - Bob's Burgers
  - Son of Zorn
  - South Park
  - The Simpsons

### Beste talentenjacht
- The Voice
  - The Amazing Race
  - America's Got Talent
  - MasterChef Junior
  - RuPaul's Drag Race
  - Skin Wars

### Beste gestructureerde realityserie
- Shark Tank
  - Chopped
  - Inside the Actors Studio
  - Penn & Teller: Fool Us
  - Project Runway
  - Undercover Boss

### Beste ongestructureerde realityserie
- Anthony Bourdain: Parts Unknown
  - Chrisley Knows Best
  - Deadliest Catch
  - Ice Road Truckers
  - Intervention
  - Naked and Afraid

### Beste talkshow
- The Late Late Show with James Corden
  - Full Frontal with Samantha Bee
  - Jimmy Kimmel Live!
  - Last Week Tonight with John Oliver
  - The Daily Show with Trevor Noah
  - The Tonight Show Starring Jimmy Fallon

### Beste presentator realityserie
- Anthony Bourdain - Anthony Bourdain: Parts Unknown
  - Ted Allen - Chopped
  - Tom Bergeron - Dancing with the Stars
  - Nick Cannon - America's Got Talent
  - Carson Daly - The Voice
  - RuPaul - RuPaul's Drag Race

### Series met meerdere nominaties
De volgende series ontvingen meerdere nominaties:
| Nominaties | Serie                           | Awards |
| ---------- | ------------------------------- | ------ |
| 6          | Game of Thrones                 | 1      |
| 6          | The People v. O.J. Simpson      | 4      |
| 5          | The Night Manager               |        |
| 5          | Unbreakable Kimmy Schmidt       | 1      |
| 4          | All the Way                     |        |
| 4          | House of Cards                  |        |
| 4          | Mr. Robot                       |        |
| 4          | Roots                           |        |
| 4          | Veep                            |        |
| 3          | Better Call Saul                | 1      |
| 3          | The Crown                       | 1      |
| 3          | Killing Reagan                  |        |
| 3          | Modern Family                   |        |
| 3          | Outlander                       |        |
| 3          | Ray Donovan                     |        |
| 3          | Saturday Night Live             | 2      |
| 3          | Westworld                       | 2      |
| 2          | American Crime                  | 1      |
| 2          | The Americans                   |        |
| 2          | America's Got Talent            |        |
| 2          | Anthony Bourdain: Parts Unknown | 2      |
| 2          | Atlanta                         | 1      |
| 2          | Chopped                         |        |
| 2          | Confirmation                    |        |
| 2          | The Dresser                     |        |
| 2          | Fleabag                         |        |
| 2          | The Good Wife                   |        |
| 2          | RuPaul's Drag Race              |        |
| 2          | Silicon Valley                  | 1      |
| 2          | Stranger Things                 |        |
| 2          | Transparent                     |        |
| 2          | The Voice                       | 1      |